# Alberto Nodolini
Alberto Nodolini (Luzzara, 1943) è un fotografo e scenografo italiano.

## Biografia
Si è diplomato all’Istituto d’arte Paolo Toschi di Parma (sezione grafica) e ha frequentato la facoltà di pittura all’Accademia di Brera a Milano. Assistente dell’editore Franco Maria Ricci con il ruolo di grafico per due anni, nel 1964 viene assunto come assistente alla direzione artistica per la rivista Vogue dal gruppo editoriale Condè Nast.
Nei primi anni '60 ha vinto il premio internazionale San Fedele per giovani pittori, organizzato dalla Fondazione culturale San Fedele di Milano.  
Nel 1969/70 cura il restyling del periodico bimestrale “Confezione Italiana”, dal 1971 al 1994 diviene direttore artistico del gruppo Condé Nast e ne cura i periodici (Vogue, L'Uomo Vogue, Casa Vogue, Vogue Gioiello, Vogue Pelle, Vogue Bambino, Vanity e Glamour).
Per il Teatro Regio di Parma ha progettato la scenografia per le opere liriche Werther, Cavalleria rusticana, Attila, La bohème, I pagliacci, L'elisir d'amore. Per il Teatro nazionale Ivan Vazov di Sofia ha curato la scenografia di Attila e Aida. Per il teatro di prosa ha curato la scenografia del Dio di Woody Allen e di Le serve di Genet.
Curatore di diverse mostre per le Terme Berzieri di Salsomaggiore, ne ha curato anche i cataloghi. Per il Gruppo Costa Crociere ha realizzato e progettato i costumi storici e i costumi gioiello dedicati alle “Eroine Maledette” di opere, esposti in 8 vetrine; inoltre ha realizzato sulla nave Costa Serena l’atrio “Olimpo Spettacoloso”, dedicato al Pantheon greco. Per i musei senesi presso la sede del Monte dei Paschi di Siena di Milano ha progettato e realizzato tre eventi museali dedicati al territorio (“La Terra”, “L'Arte”, e “L'Archeologia”), con i rispettivi cataloghi.
Ha collaborato con fotografi famosi come Richard Avedon, Irving Penn, Oliviero Toscani, e artisti come Andy Warhol, Antonio Lopez, Mario Schifano e tanti altri.
Oggi si occupa prevalentemente di direzione e editoria artistica di preziosi volumi, attività che svolge fin dal 1994. Nominato dal Ministero dei Beni Culturali “Accademico di Belle Arti” insieme ad Alda Jucci Ugolotti e Aurelio Cortesi, ultimamente è stato inserito nel consiglio direttivo del Teatro Regio di Parma.
Nel 2016 ha ricevuto dal Comune di Parma l'attestato di civica benemerenza del Premio Sant'Ilario.
Nell'ambito delle manifestazioni per Parma capitale italiana della cultura 2020-21, nel febbraio 2020 ha presentato al Ridotto del Teatro Regio, presente tra gli altri il sindaco Federico Pizzarotti, il suo volume Parma My Love.